# الدوري الأوروغواياني لكرة القدم 2013–14
الدوري الأوروغواياني لكرة القدم 2013–14 (بالإسبانية: Campeonato Uruguayo de Primera División 2013-14)‏ هو الموسم 110 من الدوري الأوروغواياني لكرة القدم. أقيم خلال الفترة 17 أغسطس 2013 وحتى 8 يونيو 2014، وأشرف على تنظيمه اتحاد أوروغواي لكرة القدم، وكان عدد الأندية المشاركة فيه 16، وفاز فيه نادي دانوبيو.